# Weekend Live あんたっちゃぶる
Weekend Live あんたっちゃぶる（ウィークエンド・ライブ あんたっちゃぶる）はRKB毎日放送（RKBラジオ）で2021年10月1日から放送されている生ワイド番組。

## 概要
RKBラジオでは、2021年10月改編をもって、これまで帯番組として放送してきた『笑売繁盛! ウメ子食堂』の放送枠の一部と『オトナビゲーション』『仲谷一志・下田文代のよなおし堂』の放送枠を、金曜日のみ統合して、新しく7時間半のロングワイド番組を設けるもの。
この番組の特徴は、「ぶっ通し&筋書きなし」で、この番組のオープニングの中で、テーマやその日の中継先を決定するという「何が起こるのか」がわからない7時間半のロングワイド番組となっている。
なお、鬼橋は『笑売繁盛! ウメ子食堂』の金曜日を、西田も『オトナビゲーション』の金曜日を担当しているため、実質スライドであり、スタッフ陣を含め、実質『鬼ちゃん・西やんの日曜ちゃちゃちゃ』の曜日移動版である。
番組タイトルの由来は鬼橋と西田が番組の掛け合いで「あんた」「あんた」と呼び合うことと、語尾に「ちゃ」をつけるといういずれも北九州弁の特徴から名付けられた。
2023年の春改編において、平日の帯で放送されてきた『仲谷一志・下田文代のよなおし堂』が14:00 - 17:48で放送されることが決まり、当番組は14:00までの放送となった。

## 放送時間
- 毎週金曜 10:00 - 17:30(開始 - 2023年3月)
- 毎週金曜 10:00 - 14:00(2023年4月以降)

## 出演者

### パーソナリティ
- 鬼橋美智子
- 西田たかのり

### リポーター
- 足立沙織（あだっちゃん）
- 江藤晴美（えっとん）
- 吉本若手芸人
  - ムサシ （ザ・ローリングモンキー）
  - カツキ （ザ・ローリングモンキー）
  - あやむ （太宰）
  - パーティー!今田 （スポットライト）

### 過去の出演者
- 吉本若手芸人
  - 松相遼 （カーネギー）
  - 男気サトシ （マンダリン、2022年2月28日解散）

## タイムテーブル
- 2025年5月現在
- 10:10 ○○のふくおかみっけ Ｓｅａｓｏｎ３
- 10:20 スポッチャブル
- 10:30 連続ラジオドラマ～シアワセの高取家～
- 10:50 ＲＫＢ５０ニュース・RKB天気予報
- 11:00 ばりよかさん
- 11:10 食・農ラ部
- 11:22 ○○のふくおかみっけ Ｓｅａｓｏｎ３
- 11:29 ラーメン大好き西田さん
- 11:50 ＲＫＢ５０ニュース・RKB天気予報
- 12:22 ○○のふくおかみっけ Ｓｅａｓｏｎ３
- 12:50 ＲＫＢ５０ニュース・RKB天気予報
- 13:00 はっけんカンパニー
- 13:15 ○○のふくおかみっけ Ｓｅａｓｏｎ３
- 13:24 喫茶あんたっちゃぶる
- 13:32 朗読のヒロバ（フロート番組）
- 13:41 西やんの怒りの鉄拳
- 13:50 ＲＫＢ５０ニュース・RKB天気予報
- 13:58 番組終了

## コーナー
- スポッチャブル - 鬼橋がホークス情報やスポーツを頑張っている人などを紹介
- 連続ラジオドラマ～シアワセの高取家～ - 内包番組。radikoでは独立。
- あだちとらんち - 11時台から12時台で随時中継。足立沙織と江藤晴美が大学、専門学校、高校などを訪問。11時台は生徒や投稿者を直撃し学校あるあるなどを紹介。12時台は実際に学生とランチをしながらトレンドや関心事を探り世代間交流を図る。
- 部屋とワイシャツと業師 - 巷に溢れるライフハックを実践
- 〇〇のふくおかみっけ - 福岡よしもとの若手芸人が週替わりで登場し、町に飛び出してエリアの魅力を再発見。10時台のオープニングで行き先を決め、11時以降に随時中継するが、11時台・12時台は「あだちとらんち」が優先される。
- ありがとう～こどもたちの世界一短い感謝状～
- 三遊亭円楽のおたよりください! - TBSラジオ制作。内包番組。radikoでは独立。
- ラーメン大好き西田さん - 西田が毎週カップラーメンを実食、勝手に評価
- クイズ・ミチコネア - 賞金をかけてパーソナリティとリスナーが対決。「ミチコ」とはついているが、鬼橋と闘うとは限らない。
- はっけんカンパニー  - 企業に対し番組サポーターとなってもらえるよう、パーソナリティ、営業社員が実際にお願いしていく
- 朗読のミカタ  - TBSラジオ制作。内包番組。radikoでは独立。
- わりと得する? お金の話 ワリトク - コロナ禍で投資を始めた人が増えているということで、パーソナリティが実際に投資をしながらリスナーと一緒に学ぶ
- 喫茶あんたっちゃぶる - コンビニスイーツを事前に番組Twitterを告知し、当日パーソナリティとリスナーで一緒に食べて時間を共有してみる
- 河村通夫の大自然まるかじりライフ  - 内包番組。radikoでは独立。
- 寅・寅・寅 - リスナーのペット、店舗などの看板犬、猫をなどペット愛についてアツく語ってもらう
- 西やんの怒りの鉄拳 - 番組開始当初はコーナーを設けていなかったが、「日曜ちゃちゃちゃ」時代からのリスナーからの要望があり設けられた。
- バリヨカさん
- 食農ラ部 - 福岡の食の安全を守るためのJAグループの部活動

番組内で随時『RKBラジオニュース』『RKB50ニュース』『RKB交通情報』『RKB天気予報』を放送。「あだちとらんち」「ふくおかみっけ」は番組エンディングでダイジェストで放送する。

## 特別番組
- 新春ちゃちゃちゃぶる　鬼笑いスペシャル! ～福岡よしもと芸人ナンバー1は誰だ!?～

2022年1月2日 12:00 - 16:00。鬼橋と田尻敏明をメインパーソナリティ、酒井藍をスペシャルゲストに招き、福岡よしもと芸人9組による3分間のネタバトルを開催した。
- Weekend Liveあんたっちゃぶる～みんなで健康づくりスペシャル～

2022年2月11日 10:00 - 14:00。放送内容や出演者が大きく変わったわけではないが、RKBラジオ ホリデースペシャルの要素を兼ね、『健康』をキーワードとして特別企画を送った。
- Weekend Liveあんたっちゃぶる～九州旅行博覧会スペシャル～

2022年2月11日 14:00 - 17:30。放送内容や出演者が大きく変わったわけではないが、RKBラジオ ホリデースペシャルの要素を兼ね、『九州旅行博覧会』関連の特別企画を送った。

## 関連番組
- 鬼ちゃん・西やんの日曜ちゃちゃちゃ - 2018年4月8日 - 2021年9月26日に放送された日曜のワイド番組。同じ鬼橋・西田コンビによる。
- イケイケ! ラジオシティ! - 2009年10月 - 2014年3月に放送された土曜夜のワイド番組。途中で鬼橋は抜けるが、当初は鬼橋・西田コンビ。